# 권순일 (보디빌더)
권순일(1984년 ~ )은대한민국의 남자 보디빌딩 선수이다. 그는 논산헬스클럽을 운영과논산공업고등학교에서 보디빌딩부 학생들을 지도중이며 대표 성적으로 Mr. YMCA 체급우승과 더불어 각종 대회에서 우승하였다.